# Marquard II de Berg
Marquard II vom Berg (né en 1528 à Öpfingen, mort le 28 janvier 1591 à Dillingen) est le 60e évêque d'Augsbourg de 1576 à sa mort.

## Biographie
Marquard II vom Berg commence ses études à l'université d'Ingolstadt à 13 ans et les termine avec succès en 1545. À partir de 1548, il commence des études de droit à Padoue et Pavie. En 1551, Marquard II de Berg interrompt ses études et reprend la paroisse de Langweid am Lech qui dépend de la cathédrale d'Augsbourg. Il termine ensuite ses études et obtient son doctorat en 1554. En 1559, il rejoint le bureau du prévôt de Bamberg en tant que doyen de la cathédrale.
Le 26 juillet 1575, Marquard II von Berg est élu évêque d'Augsbourg, mais conserve en même temps sa charge à Bamberg. Le pape Grégoire XIII le confirme le 23 septembre 1575. Berg est ordonné prêtre le 8 décembre 1575. Il est consacré le 15 janvier 1576 par Michael Dornvogel, évêque auxiliaire d'Augsbourg.
Il permet La chasse aux sorcières à partir de 1587 : Walpurga Hausmännin est condamnée et exécutée la même année.
Il s'oppose également aux Jésuites.
Il meurt le 28 janvier 1591 et est enterré à sa propre demande dans la chapelle Saint-Jean du château de Dillingen.